# 神村昌通

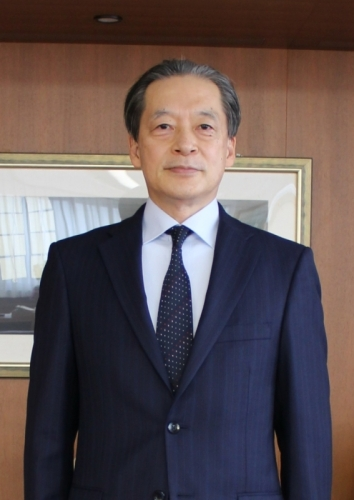

神村 昌通 (かみむら まさみち、1961年3月8日 - ) は、日本の検察官。長野県生まれ。

## 人物
1985年東京大学法学部卒業後、1989年検事任官。
2010年法務省入国管理局総務課長、2012年法務省刑事局国際課長、2013年法務省刑事局総務課長、2015年法務省大臣官房秘書課長、2016年甲府地方検察庁検事正、2017年最高検察庁検事を経て、2018年静岡地方検察庁検事正。2020年千葉地方検察庁検事正。2021年最高検察庁総務部長。2023年札幌高等検察庁検事長。2024年退官。